# Al-Asali
Al-Asali (tiếng Ả Rập: العسالي) là một khu phố và quận của đô thị Qadam ở Damascus, Syria. Nó có dân số 21.731 trong cuộc điều tra dân số năm 2004. Khu phố được xây dựng xung quanh ngôi đền nhỏ al-Asali maqam (đền thờ), được đặt theo tên của Shaykh Ahmad al-Asali al-Khalwati, một vị thánh Hồi giáo địa phương. Đền thờ al-Asali là một nhà ga trong đoàn lữ hành hành hương Hajj hàng năm, đã kết thúc vào đầu thế kỷ 20. Trong lễ rước dâu, các lều được dựng xung quanh đền để tổ chức các chức sắc và khách hành hương trước khi đoàn lữ hành rời thành phố đến Mecca.